# Коган, Клод
Клод Коган (фр. Claude Kogan, (21 февраля 1919, Париж — 2 октября 1959, Чо-Ойю, Восточный) — французский альпинист-первопроходец, покорившая ряд вершин Южной Америки и Гималайских гор. После получивших известность подвигов, таких как первое восхождение на Нун (7135 м (23 409 футов)), она умерла в октябре 1959 года, возглавляя женскую экспедицию при восхождении на Чо-Ойю.

## Биография
Родилась в 1919 году в Париже. Её мать была бедна; Клод бросила школу в 15 лет и устроилась швеей.
Её первый альпинистский опыт был в Арденнах Бельгии. Она переехала в Ниццу во время немецкой оккупации Франции, где у неё был бизнес по дизайну женских купальников, а Кристиан Диор был одним из её клиентов. Там она познакомилась и вышла замуж за альпиниста Жоржа Когана, который первым познакомил её со скалолазанием. После войны пара стала членом Groupe de Haute Montagne и поднялась на Шамони, Дофине, северный склон Пти-Дрю и южный гребень Эгюий Нуар де Петерей. В начале 1950-х годов она и её муж совершили восхождение в Южной Америке и претендовали на первое восхождение на Алпамайо, а также достигли вершины Китараху (оба с Николь Лейнигер). Её муж умер в 1951 году, но Коган вернулась в Южную Америку в 1952 году и поднялась на Салкантай с экспедицией под руководством Бернара Пьера. В 1953 году она поднялась на Нун в Индии в составе экспедиции под руководством Пьера, поднявшись на вершину вместе с Пьером Виттозом после того, как другие альпинисты попали под лавины; в американской прессе газеты сообщали о ней как о «парижском дизайнере одежды», воплотившей в жизнь «мечту каждого альпиниста».

### Экспедиция на Чо-Ойю и смерть
Экспедиция на Чо-Ойю в 1959 году примечательна не только тем, что в ней участвовали женщины-альпинистки, но и тем, что она была интернациональной: помимо француженки Коган в неё входили британка Доротея Гравина и бельгийка Клодин ван дер Стратен-Понтоз. В 1954 году Коган вместе с Раймондом Ламбером была вынуждена повернуть назад в 500 метрах от вершины, и ей не терпелось проявить себя.

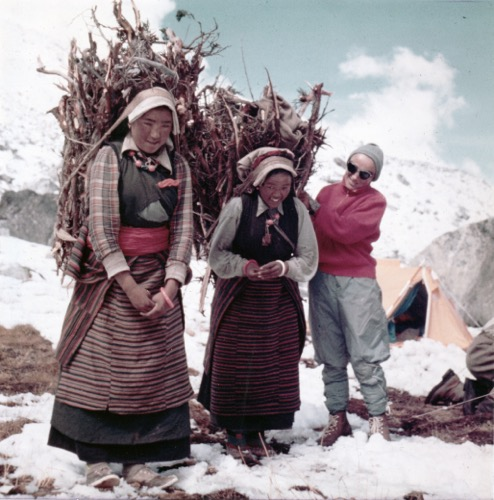
Коган и два носильщика в Непале в 1959 году

1 октября 1959 года, несмотря на неблагоприятную погоду, Клод Коган вместе со своей подругой Клодин ван дер Стратен-Понтоз в сопровождении одного проводника-шерпа вышла для разбивки четвертого высотного лагеря, который и был устроен на высоте примерно 7000 м. На следующий день два носильщика отправились из третьего лагеря в четвертый для заброски продуктов. Однако они попали в снежную лавину, в результате один носильщик погиб (другой спустился в третий лагерь). Разразившаяся снежная буря отрезала находившихся в четвертом лагере людей остальных участников экспедиции. Лишь 10 октября была послана спасательная группа, которая обнаружила, что четвертый лагерь снесен. Никаких следов альпинистов найти не удалось — Клод Коган, Клодин ван дер Стратен-Понтоз и двое носильщиков-шерпов погибли в лавине. Затем экспедицию возглавила Доротея Гравина.

## Восхождения и попытки
- Пти-Дрю, северный склон, 1946[2]
- Алпамайо, заявлено первое восхождение, 1951
- Китараху[англ.], второе восхождение, 1951[2]
- Салкантай, первое восхождение, 1952[2]
- Нун[англ.], первое восхождение, 1953[2]
- Янгра в Ганеш-Гимал, первое восхождение, 1955[2]